# Talus-Saint-Prix
Talus-Saint-Prix is een gemeente in het Franse departement Marne (regio Grand Est) en telt 109 inwoners (2009). De plaats maakt deel uit van het arrondissement Épernay.

## Geografie
De oppervlakte van Talus-Saint-Prix bedraagt 6,3 km², de bevolkingsdichtheid is dus 17,3 inwoners per km².
De onderstaande kaart toont de ligging van Talus-Saint-Prix met de belangrijkste infrastructuur en aangrenzende gemeenten.

## Demografie
Onderstaande figuur toont het verloop van het inwonertal (bron: INSEE-tellingen).